# Jak zachránit kosatku Lunu
Jak zachránit kosatku Lunu (Saving the Luna) je americký hodinový dokument. Popisuje život kosatky dravé jménem Luna.

## Příběh
Příběh začíná tím, jak se Luna stále pohybuje se svou rodinou, poté se však ztratí a rodinu nikdy nenajde. Pomalu se však dostává blíže k lidem. Stává se tak terčem turistů a místních obyvatel a nechává se od nich hladit a krmit. Dostává tak své jméno. Vláda ale po krátké době zakazuje k setkání s Lunou a pokud u kosatky bude spatřen člověk, bude se to muset nahlásit. Luna ovšem zajímá místní indiány. Vláda se jí pokouší chytit ale Luna se nakonec dostává zpátky na svobodu. Zákaz vydaný ministerstvem, je porušen Michaelem Parfitem - vypravěčem a ražisérem filmu. Poslední fotka, kterou Michael pořídil a poslal novinářům byla opatřena nedlouho předtím, když Luna narazila na lodní šroub a zahynula. Příběh této kosatky je ale podle mnohých lidí unikátní.